# Dicliptera procumbens
Dicliptera procumbens là một loài thực vật có hoa trong họ Ô rô. Loài này được Humb. ex Link mô tả khoa học đầu tiên năm 1820.